# 웰컴 투 힐링타운
웰컴 투 힐링타운은 TV 조선에서 하는 프로그램이다.

## 기획 의도
고령화 사회 프로그램

## 등장 인물
- 임하룡 : 반정도 역
- 박해미 : 오하라 역
- 송대관 : 송대광 역
- 박형준 : 허중 역
- 김용선 : 김광자 역
- 이도아 : 홍예슬 역